# Deborah Cameron
Deborah Cameron (10 de novembro de 1958) é uma linguista britânica conhecida por suas pesquisas em sociolinguística e antropologia linguística, em que lida com questões como a relação entre linguagem, gênero e sexualidade sob uma perspectiva feminista, assim como a questão do politicamente correto.